# 5-я армия военно-воздушных сил и противовоздушной обороны
5-я Краснознамённая армия военно-воздушных сил и противовоздушной обороны (5 А ВВС и ПВО) (Уральское объединение ВВС и ПВО) — оперативное объединение ВВС РФ. Сформирована 1 июня 2001 года путём переформирования из 5-го отдельного корпуса ВВС и ПВО, который был сформирован 1 июня 1998 года. Штаб армии располагался в Екатеринбурге. В 2009 году войска расформированных 4 А ВВС и ПВО и 5 А ВВС и ПВО вошли в состав 4-го командования ВВС и ПВО.

## История организационного строительства

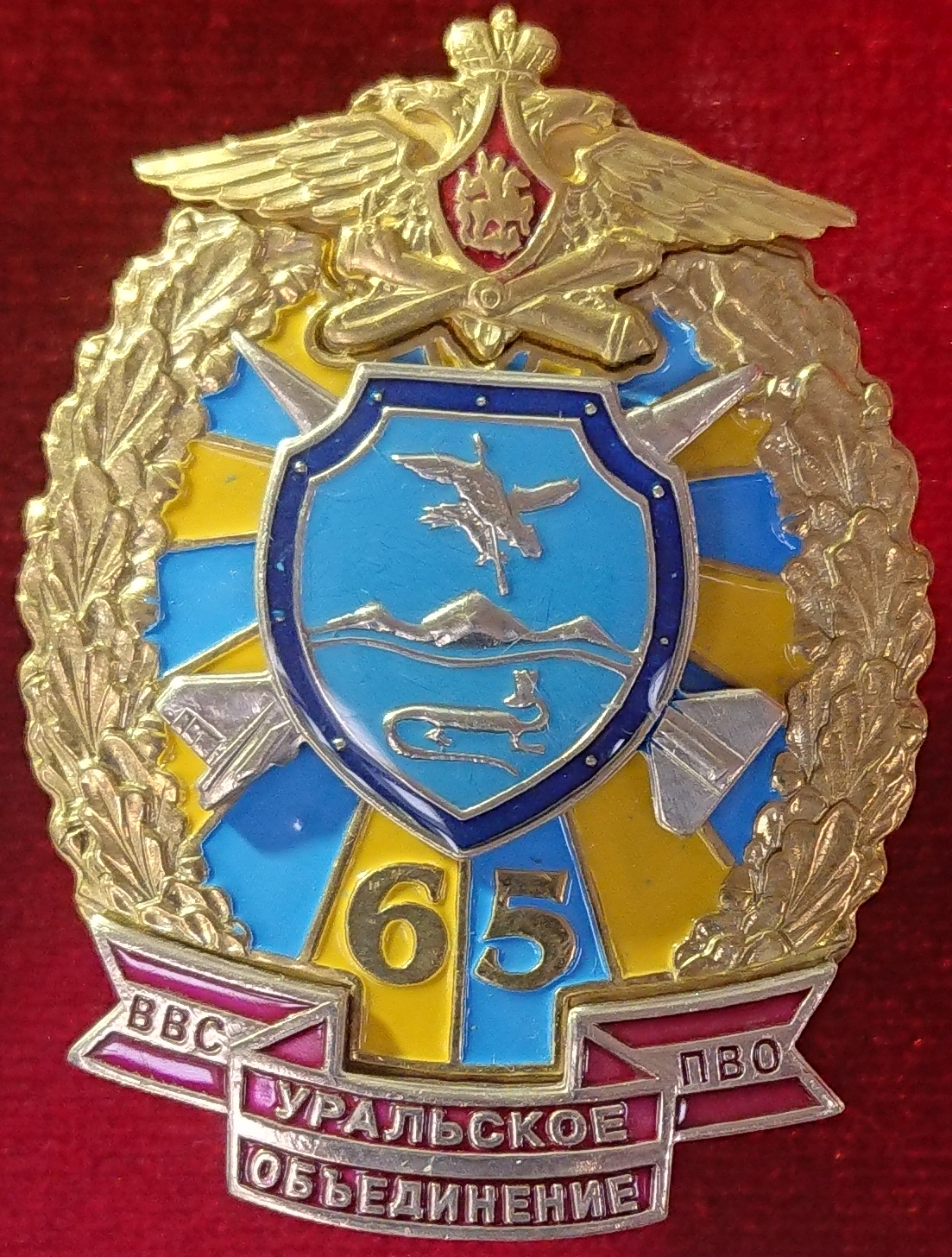
Знак «65 лет 5-й армии ВВС и ПВО»

- Уральский район ПВО[1][2] (с 01.01.1951 г.);
- Уральская армия ПВО[3] (с 14.06.1954 г.);
- 4-я отдельная армия ПВО[4] (с 10.04.1960 г.);
- 5-й отдельный корпус ПВО (с 10.06.1994 г.);
- 5-й отдельный корпус ВВС и ПВО (с 05.1998 г.);
- 5-я армия ВВС и ПВО (с 01.06.2001 г.).

## Формирование армии
Сформирована 1 июня 2001 года путём переформирования из 5-го отдельного корпуса ВВС и ПВО. Штаб армии располагался в городе Екатеринбурге.

## Расформирование армии
Расформирована в 2009 году.
Части расформированной 5-й А ВВС и ПВО вошли в состав 2-го командования ВВС и ПВО и 4-го командования ВВС и ПВО.
.

## Состав
| - Управление, штаб (Екатеринбург), в/ч 10866; - 76-я дивизия ПВО (Самара): - 764-й истребительный авиационный полк (Пермь /Большое Савино/): МиГ-31; - 185-й зрп (Берёзовский, Свердловская обл.), в/ч 92851; - 511-й гв.зрп Смоленский краснознаменный, орденов Суворова, трижды Кутузова, Богдана Хмельницкого (Энгельс, Саратовская обл.), в/ч 40218; - 568-й зрп Краснознамённый (Самара), в/ч 28042; - 1538-й гв.зрп (Челябинск); - 51-й ртп (Челябинск), в/ч 51946; - 44-я ртбр (Мирный, Самарская обл.), в/ч 40278; (или 36-я ртбр); - - Части армейского подчинения: - 75-я осаэ (Екатеринбург /Кольцово/): Ми-8, Ан-26; - 118-я овэ (Чебеньки), Оренбургская обл.), в/ч 36865: Ми-6, Ми-8, Ми-14; - 303-я овэ (Гиссар, Таджикистан), в/ч пп 62853: 4 Ми-8, 4 Ми-24; - 316-я овэ (Троицк, Челябинская обл.), в/ч 03602: Ми-6, Ми-8; - 320-я отаэ псс (Упрун, Челябинская обл.), в/ч 27834: Ан-12, Ан-24; - 1-й огв.бап Красногвардейский ордена Ленина, дважды Краснознамённый (Лебяжье, Волгоградская обл.): Су-24, (передан 1.06.2001г. из МО ВВС и ПВО); - 2881-я центральная база резерва вертолётов (Тоцкое-2, Оренбургская обл.); - 4215-я база резерва самолётов (Чебеньки, Оренбургская обл.); - Авиакомендатура (Самара /Кряж/); В октябре 2002 года к имеющимся частям из Сухопутных войск переданы вертолетные части: - 793-й отбвп (Кинель-Черкассы, Самарская обл.), в/ч 62977: Ми-8, Ми-26; - 237-я овэ (Бобровка, Самарская обл.), в/ч 34395: Ми-8, Ми-24; - 199-я овэ (Троицк, Челябинская обл.), в/ч 26110: Ми-8, Ми-24; В 2002 году сформирована и вошла в состав армии 999-я АвБ (Кант, Киргизия), в/ч пп 20022: 2 Ми-8мтв, 2 Л-39, 5 Су-25; В декабре 2003 года сформированы: - 30-я авиационная база на аэродроме Екатеринбург /Кольцово/, (на базе 75-й осаэ); - 80-я авиационная база на аэродроме Упрун, (на базе 320-й отаэ псс); - 933-я авиационная база на аэродроме Троицк, (на базе 199-й овэ, 316-й овэ). В 2007 году 303-я овэ передислоцирована в аэропорт Душанбе. В декабре 2007 года 118-я овэ вошла как вэ в состав 80-й АвБ. |

| - Управление, штаб (Екатеринбург), в/ч 10866 - 76-я дивизия ПВО (Самара); - 1-й гвардейский бомбардировочный авиационный Красногвардейский ордена Ленина, дважды Краснознамённый полк имени 50-летия СССР (Лебяжье) (расформирован в 2009 году); - 793-й отдельный транспортно-боевой вертолётный полк (Кинель-Черкассы): Ми-8, Ми-26 (с01.2009 г. 4-я А ВВС и ПВО); - 237-я отдельная вертолётная эскадрилья (Бобровка, Самарская обл.): Ми-8, Ми-24 (с01.2009 г. 4-я А ВВС и ПВО); - 303-я отдельная вертолётная эскадрилья (Душанбе, Таджикистан); - 30-я авиационная база (Екатеринбург /Кольцово/)): Ми-8п, Ан-12, Ан-26, Ту-134а/убл (расформирована в 2009 году); - 80-я авиационная база (Упрун): Ан-12, Ан-24, Ан-26, (в 2009 году вошла в состав 6956-й АвБ командования ВТА); - 933-я авиационная база (Троицк, Челябинская обл.): Ми-8, (в 2009 году вошла в состав 6956-й АвБ командования ВТА); - 999-я авиационная база (Кант, Киргизия): Ми-8мт, Су-25; - 2881-я центральная база резерва вертолётов (Тоцкое-2, Оренбургская обл.), (расформирована); - 4215-я база резерва самолётов (Чебеньки, Оренбургская обл.); - Авиакомендатура (Самара /Кряж/); - Центр специальной и физической подготовки (Заречный, Свердловская обл.) (расформирован). |

## Командующие
- Юрьев Евгений Леонидович (2001—2006 год)
- Кучерявый Михаил Михайлович (2006—2009 год)